# The Boy with the Arab Strap
The Boy with the Arab Strap és el tercer àlbum de la banda escocesa de twee pop Belle & Sebastian. La part instrumental de la cançó 'The Boy with the Arab Strap' va ser la sintonia per la sèrie britànica Teachers. Part de la cançó 'Seymour Stein' apareix breument a la pel·lícula de l'any 2000 Alta fidelitat. La inspiració pel nom de l'àlbum va venir del grup, també escocès, Arab Strap, després d'un període en què totes dues bandes van anar de gira junts (cosa que va crear una amistat entre els seus membres).

## Cançons
1. "It Could Have Been a Brilliant Career" - 2:23
2. "Sleep the Clock Around" - 4:57
3. "Is It Wicked Not to Care?" - 3:22
4. "Ease Your Feet in the Sea" - 3:35
5. "A Summer Wasting" - 2:06
6. "Seymour Stein" - 4:42
7. "A Space Boy Dream" - 3:01
8. "Dirty Dream Number Two" - 4:14
9. "The Boy with the Arab Strap" - 5:14
10. "Chickfactor" - 3:31
11. "Simple Things" - 1:46
12. "The Rollercoaster Ride" - 6:36

## Formació en el moment de la gravació
- Stuart Murdoch - Veu, Guitarra
- Stuart David - Baix
- Isobel Campbell - Violoncel
- Chris Geddes - Teclats, piano
- Richard Colburn - Bateria
- Stevie Jackson - Guitarra
- Sarah Martin - Violí
- Mick Cooke - Trompeta